# 菲林齊
49°55′51″N 27°54′23″E / 49.93083°N 27.90639°E
菲林齊（烏克蘭語：Филинці）是烏克蘭北部的村莊，隸屬日托米爾州的日托米爾區。該村面積23.76平方公里，海拔高度251米，2001年人口356，人口密度每平方公里14.98人。